# Стів Стокман
Стівен Ернест «Стів» Стокман (англ. Stephen Ernest «Steve» Stockman; нар. 14 листопада 1956, Блумфілд-Гіллс, Мічиган) — американський політик і член Республіканської партії, який є Представником Сполучених Штатів від Техасу з 1995 по 1997 і з 2013 по 2015.